# Comtat de Bonn
El comtat de Bonn fou una jurisdicció feudal del Sacre Imperi Romanogermànic, un dels cinc comtats a l'oest del Rin, a les terres anomenades Ripuària. Els altres quatre comtats eren Jülich, Zülpich, Eifel i Colònia. Aquest comtat no s'esmenta en la partició de territoris del 870 entre el Regne de Germània i el Regne de França.
El primer comte conegut fou Eberard, fill de Erenfred, comte de Bliesgau i comte de Charpeigne; fou comte a Keldachgau (a Francònia) vers 904 i comte de Bonn el 913. Flodoard esmenta que fou designat per Enric I d'Alemanya, per restablir la pau al ducat de Lotaríngia, però no és clar que es refereixi al mateix Eberard. Apareix en una donació al bisbat de Trèveris el 928. Va tenir tres fills: Herman, Erenfred i Eberard. El darrer fou comte de Drenthe i tronc dels comtes de Teirtebant, i Herman fou comte a Auelgau a Francònia.
Erenfred fou comte de Zülpich on apareix en un document del 24 de gener del 942. El 2 d'agost del 945 ja apareix en una donació com a comte de Bonn feta per Wicfred arquebisbe de Colònia. En una carta del 4 de maig del 947 apareix com a comte de Hattuaria i el 4 d'agost del 948 subscriu una donació com a comte de Tubalgo; el 950 és citat en una carta com a comte de Ruhr-Keldachgau (a Francònia). Hauria mort poc abans del 970. Va casar-se amb Richwara i va tenir dos fills: Herman i Erenfred. Aquest darrer fou abat de Gorze i abat de Sint-Truiden (vers 944-000).
Herman, de malnom Pusillus, s'esmenta del 10 de juny del 963 com a comte sense indicar el feu; després apareix com a comte de Bonn el 970, 975, 992 i 993; el 976 és esmentat com a comte de Gerresheim i el 981 com a comte de Zülpich. Vers 985/989 fou palgravi de Baixa Lotaríngia, i el 996 se l'esmenta com a comte d'Auelgau. És esmentat per darrer cop el 16 de juliol del 996. Fou el pare d'Ezzo que va succeir-li com a palgravi (comte palatí) de Lotaríngia. Vegeu comtat palatí de Lotaríngia.

## Llista de comtes
- Eberard I (comte de Keldachgau) 913-vers 940
- Erenfred (comte de Zülpich) vers 940-970 (comte de Hattuaria, de Tubalgo i de Ruhr-Keldachgau)
- Herman 970-996 (Herman III d'Aelgau, comte també de Gerresheim i de Zülpich.
- Palgraviat de Lotaríngia

## Nota
1. ↑  Léon Vanderkindere, La formation territoriale des principautés belges au moyen-âge, Brussel·les, 1902.